# Guy Haimov
Guy Haimov (?, 9 de março de 1986) é um futebolista israelense, que atua como goleiro. Defende o Hakoah Ramat-Gan.